# Droit de hallage
En France, sous l'Ancien Régime, le droit de hallage est un droit payé par les commerçants aux communes pour pouvoir vendre leurs marchandises sous la halle.
En 1775, Turgot supprime ce droit.
Ce droit porte également les noms de bichelage, étalage, minage[réf. nécessaire].

## Bibliogprahie
- Mathurin Guy Hamelin, « Motion de M. Hamelin sur le mesurage des grains, lors de la séance du 22 décembre 1789 », Archives Parlementaires de 1787 à 1860 - Première série (1787-1799), Paris, Librairie Administrative P. Dupont, t. X,‎ 1878, p. 720-722 (lire en ligne)